# Замыцкий, Даниил Андреевич
Даниил Андреевич Замыцкий — воевода Русского царства.

## Биография
Из дворян. В 1607 году Даниил Замыцкий был под Калугой головою у сотни в полку Ивана Матвеевича Бутурлина. 
Затем Д. А. Замыцкий последовательно состоял воеводой — в Боровске (1614 год), Брянске (1615 год), Муроме (1616—1617 гг.), Можайске (1619 год), Арзамасе (1623—25 гг.), Вязьме (1626-1628, 1630—1631, 1637—1638 гг.) и Тобольске (1632—1635 гг.). 
При назначении в Вязьму вместе с князем Черкасским Замыцкий бил челом государю на князя Черкасского, но государь пригрозил тюрьмой в случае непослушания, и Замыцкий смирился. 
В 1628 году он бывал у царского стола. В этом же году и в 1632 году Даниил Андреевич Замыцкий сопровождал царя Михаила Фёдоровича в богомольных походах. 
В 1636 и 1640 гг., в числе других дворян, он дневал и ночевал на государевом дворе. 
В 1641 году Д. Замыцкий был объезжим головою в Москве от Яузы по Сретенские ворота.